# (7259) Gaithersburg
(7259) Gaithersburg est un astéroïde de la ceinture principale.

## Description
(7259) Gaithersburg est un astéroïde de la ceinture principale. Il fut découvert le 6 mars 1994 à Nachikatsuura par Yoshisada Shimizu et Takeshi Urata. Il présente une orbite caractérisée par un demi-grand axe de 2,65 UA, une excentricité de 0,12 et une inclinaison de 13,8° par rapport à l'écliptique.

## Compléments